# Ruisseau Provancher
Ruisseau Provancher är ett vattendrag i Kanada.   Det ligger i provinsen Québec, i den sydöstra delen av landet, 300 km norr om huvudstaden Ottawa.
I omgivningarna runt Ruisseau Provancher växer i huvudsak blandskog. Trakten runt Ruisseau Provancher är nära nog obefolkad, med mindre än två invånare per kvadratkilometer.